# Wettringhof
Wettringhof (sauerländisch Wettringhoe) ist die Bezeichnung eines Stadtteils und gehört zum statistischen Bezirk 07 (Wettringhof) der Kreisstadt Lüdenscheid im westlichen Sauerland, Nordrhein-Westfalen. Der Ortsteil liegt in einem Nebental des Versetals und der statistische Bezirk liegt im Nordosten des Stadtgebietes von Lüdenscheid. Im Norden grenzt Wettringhof (855 Einwohner, Stand 2007) an die Nachbargemeinde Altena und im Osten an das ebenfalls zur Stadt Lüdenscheid gehörige Nachbardorf Augustenthal, welches in Richtung der Stadt Werdohl liegt. Seit 2010 wird auch der westlich gelegene Stadtteil Peddensiepen mit zum statistischen Bezirk 07 (Wettringhof) gezählt.

## Geschichte

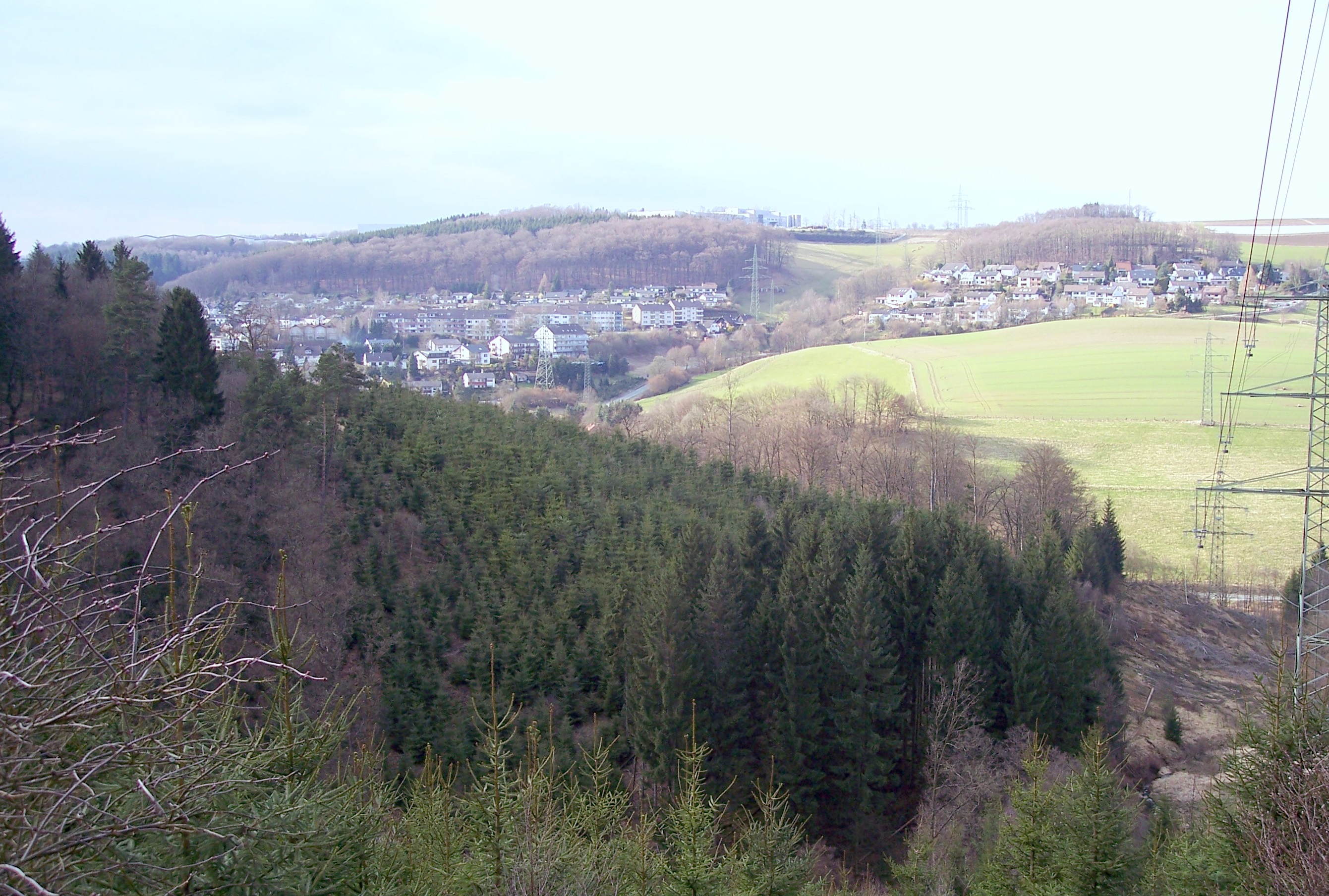
Blick auf das Neubaugebiet Wettringhof vom Eisenberg bei Leifringhausen

Die Bundesstraße 229 durchläuft heute den Ortsteil, sie teilt ihn in einen historischen Teil und in ein in der zweiten Hälfte des 20. Jahrhunderts geschaffenes Neubaugebiet.
Südlich der B 229 befindet sich der ursprüngliche historische Teil des Dorfes Wettringhof, das Alte Dorf, das aus nur etwa 10 Häusern besteht. Die inzwischen überwiegend renovierten Gebäude des Dorfes sind zum Teil in ihrem Kern auf das 15. Jahrhundert zu datieren. Im 19. Jahrhundert wurde das Dorf um die bis heute im Metallbereich produzierende Firma Sichelschmidt erweitert.
Ausgehend von der Grundstruktur, in der das Dorf angelegt ist, ist davon auszugehen, dass die „Werdohler Chaussée“, heute die Werdohler Landstraße, nicht immer der Hauptverkehrsweg zwischen Werdohl und Lüdenscheid war. Viel eher darf davon ausgegangen werden, dass der Hauptweg einst parallel zur Werdohler Landstraße direkt entlang dem Schlittenbach verlief. Historisches Kartenmaterial belegt dies.
Auch die im Volksmund genannte Kleinbahn „Schnurre“ der Kreis Altenaer Eisenbahn trug einen erheblich Teil zur Entwicklung des Ortsteils bei. Sie verband durch das Versetal die beiden Industriestädte Lüdenscheid und Werdohl miteinander und sorgte dafür, dass sowohl Personen wie auch Waren leichter nach Wettringhof transportiert werden konnten.
Nördlich der B 229 befinden sich im Neubaugebiet vor allem viele freistehende Einfamilien- sowie Mehrfamilienhäuser. In den letzten Jahren wurden einige davon saniert und Baulücken wurden teilweise durch Neubauten geschlossen. Bis heute ist die Atmosphäre des damals neuentstandenen Ortsteils dennoch immer noch recht ruhig und ländlich geblieben.
Die weiter oberhalb von Wettringhof gelegene Brunscheider Straße war ein im Zweiten Weltkrieg durch französische Kriegsgefangene ausgebauter und befestigter Hohlweg und wird daher bei den Einheimischen auch „Franzosenweg“ genannt. Während der Kriegsjahre wurden französische Kriegsgefangene nicht selten auch als Zwangsarbeiter in der Landwirtschaft eingesetzt.

## Infrastruktur
An der oberhalb von Wettringhof gelegenen Straße „Zum Timberg“ hat ein großer Lüdenscheider Automobilzulieferer die einige Zeit ungenutzte Immobilie des vorherigen insolventen Unternehmens übernommen und diese um ein neues Hochregallager erweitert. Vor der Bebauung gab es diverse Kontroversen um den Bau des Lagers, weil negative Auswirkungen auf den Ortsteil Wettringhof von der Bevölkerung befürchtet wurden. Nach mehreren konstruktiven Gesprächen konnte der Bau des Lagers doch noch durchgeführt werden. Die andere Hälfte des Areals an der Straße „Zum Timberg“ ist bisher nicht bebaut und wird von der Stadtverwaltung Lüdenscheid weiterhin als neues Gewerbe- und Industriegebiet angeboten.
Im Ortsteilkern selbst gibt es außerdem den städtischen Kinder- und Jugendtreff Wettringhof, der verschiedene Aktivitäten anbietet.

## Verkehrsanbindung

### Bahnverkehr
Die nächstliegenden Bahnhöfe sind der Bahnhof Lüdenscheid und der Bahnhof Werdohl. Beide sind per Auto oder Bus in wenigen Fahrminuten gut erreichbar.

### Busverkehr
Die Buslinien S2, 43, 61 und 243 (Schulbuslinie) der Märkischen Verkehrsgesellschaft (MVG) gewähren eine regelmäßige Anbindung an die Innenstadt von Lüdenscheid und an Werdohl sowie an die umliegenden Stadtteile.
Wichtige Bushaltestellen in dem Stadtteil sind: „Gockeshohl“, „Industriegebiet Timberg“, „Brunscheid“, „Timbergstraße“, „Abzw. Wettringhof“, „Wettringhof“, „Am Flachsacker“, „Potmecker Weg“ und „Am Waldberg“.

### Straßenverkehr
Die Anbindung an das Bundesautobahnnetz erfolgt über die nahegelegenen Abfahrten Nr. 14 Lüdenscheid und Nr. 15 Lüdenscheid-Süd der A 45. Diese führt Richtung Norden nach Hagen und Dortmund sowie in Richtung Süden nach Siegen, Wetzlar, Gießen und Frankfurt am Main. Eine weitere Alternativanschlussstelle ist die Abfahrt Nr. 13 Lüdenscheid-Nord der  A4 5. Auch die B 229 liegt wie bereits erwähnt innerhalb von Wettringhof. Parkplätze innerhalb von Wettringhof sichern den Autofahrern Parkmöglichkeiten zu.

## Historische Ansichten

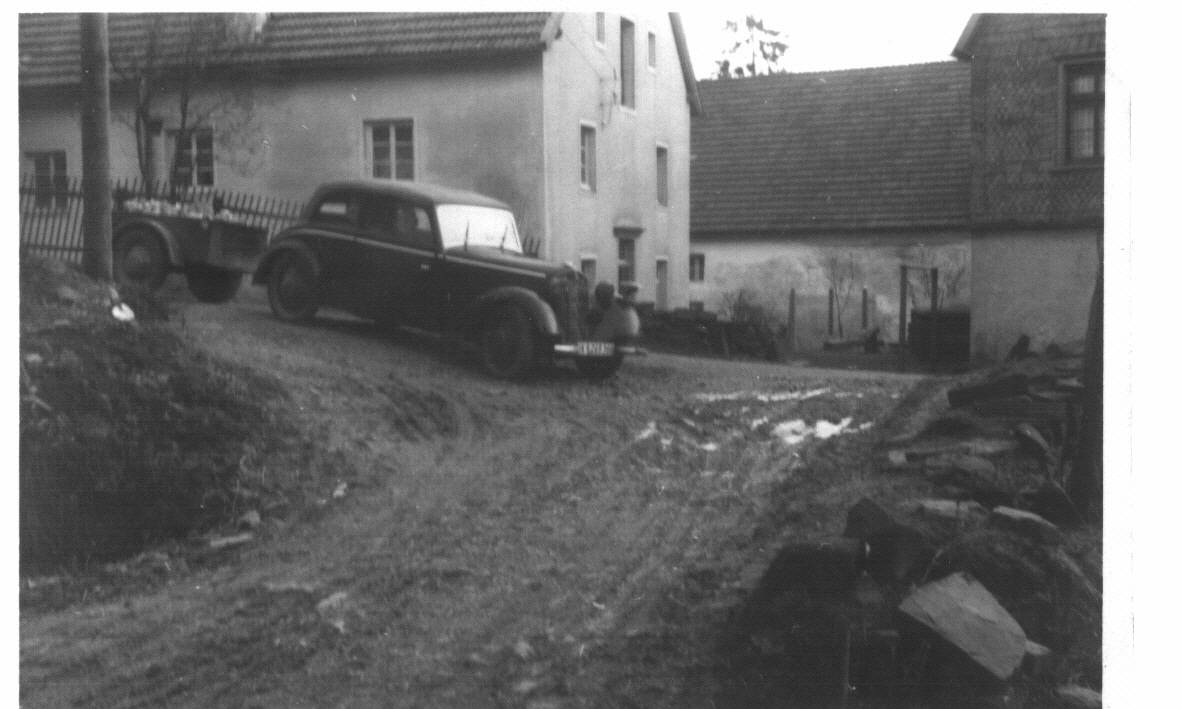
Alt-Wettringhof um 1935 aus Sicht des ehem. Halbfas-Hofes. Im Hintergrund das Haus Werdohler Landstr. 232 (links) und 234 (rechts).
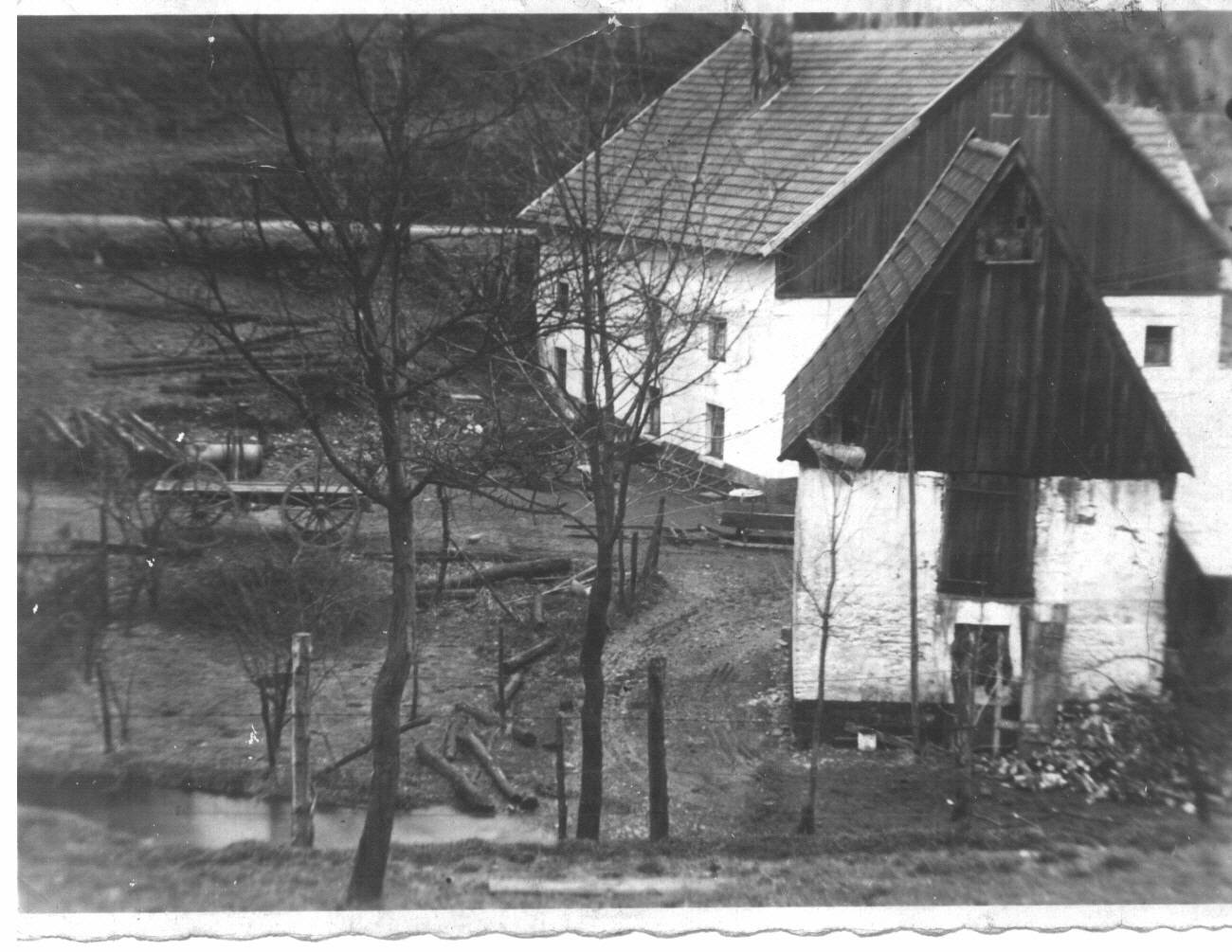
Alt-Wettringhof um 1935 aus Sicht der am Nordhang des Schlittenbachtals befindlichen Weide. Zu sehen: Haus Werdohler Landstr. 228 und Pferdestall d. Hauses 230.
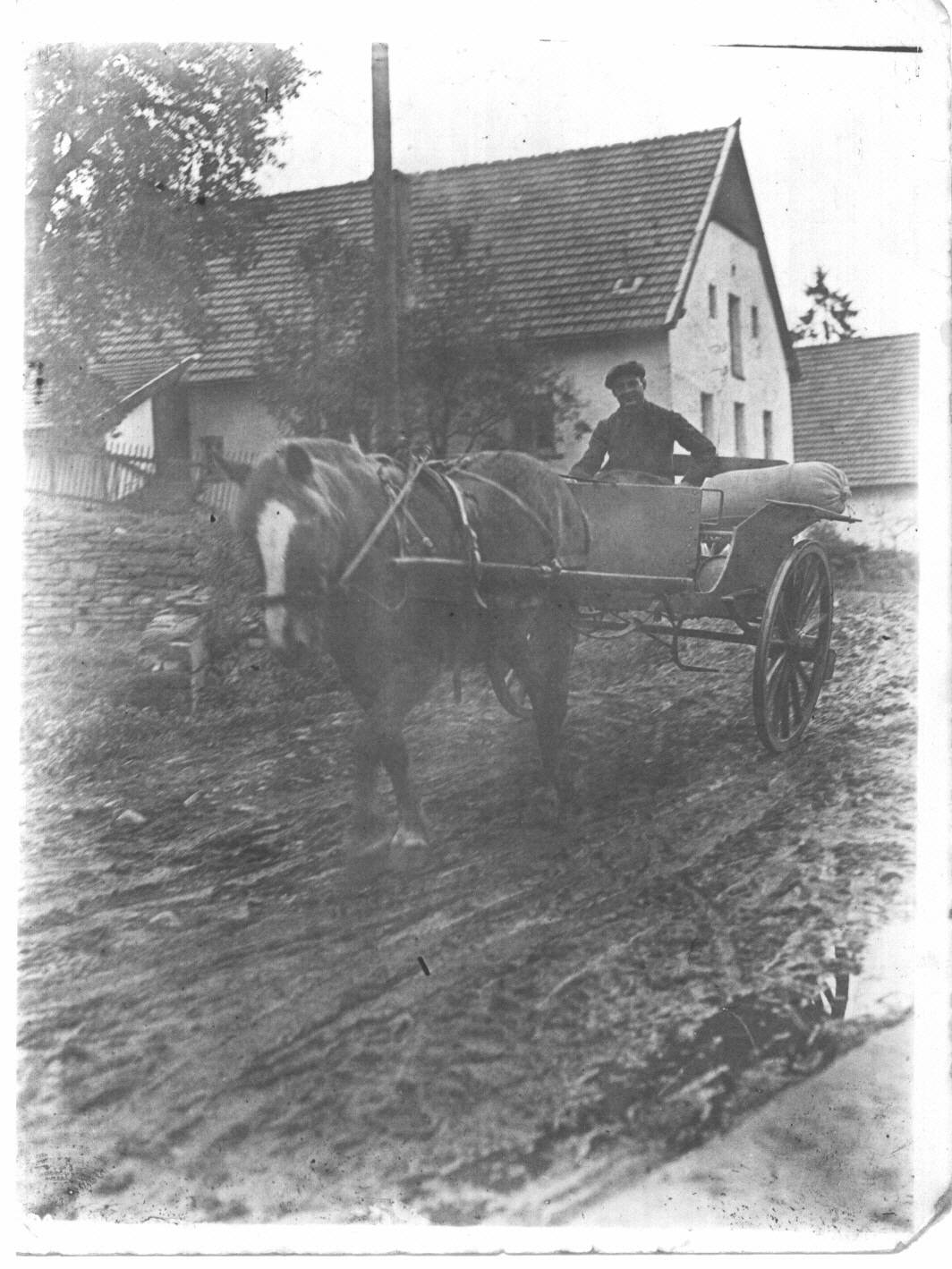
Alt-Wettringhof um 1935 aus Sicht des ehem. Halbfas-Hofes. Im Hintergrund: Haus Werdohler Landstr. 232.
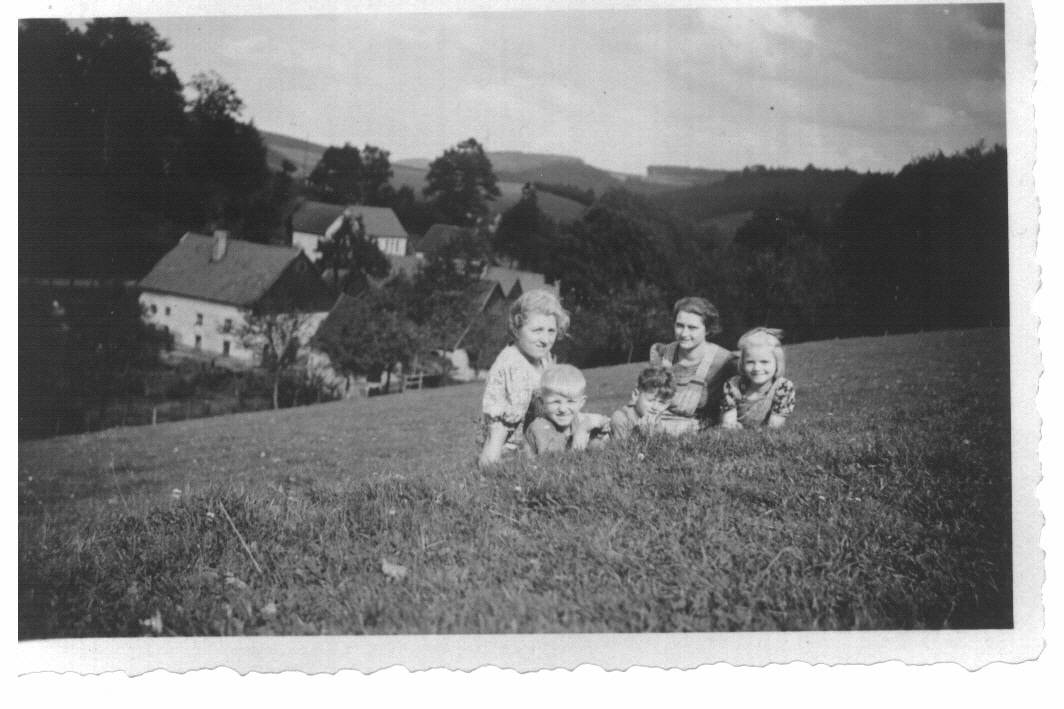
Alt-Wettringhof um 1935 aus südwestlicher Richtung. Im Hintergrund sichtbar: Der Südhang, an dem sich heute Neu-Wettringhof befindet, ist noch unbebaut.
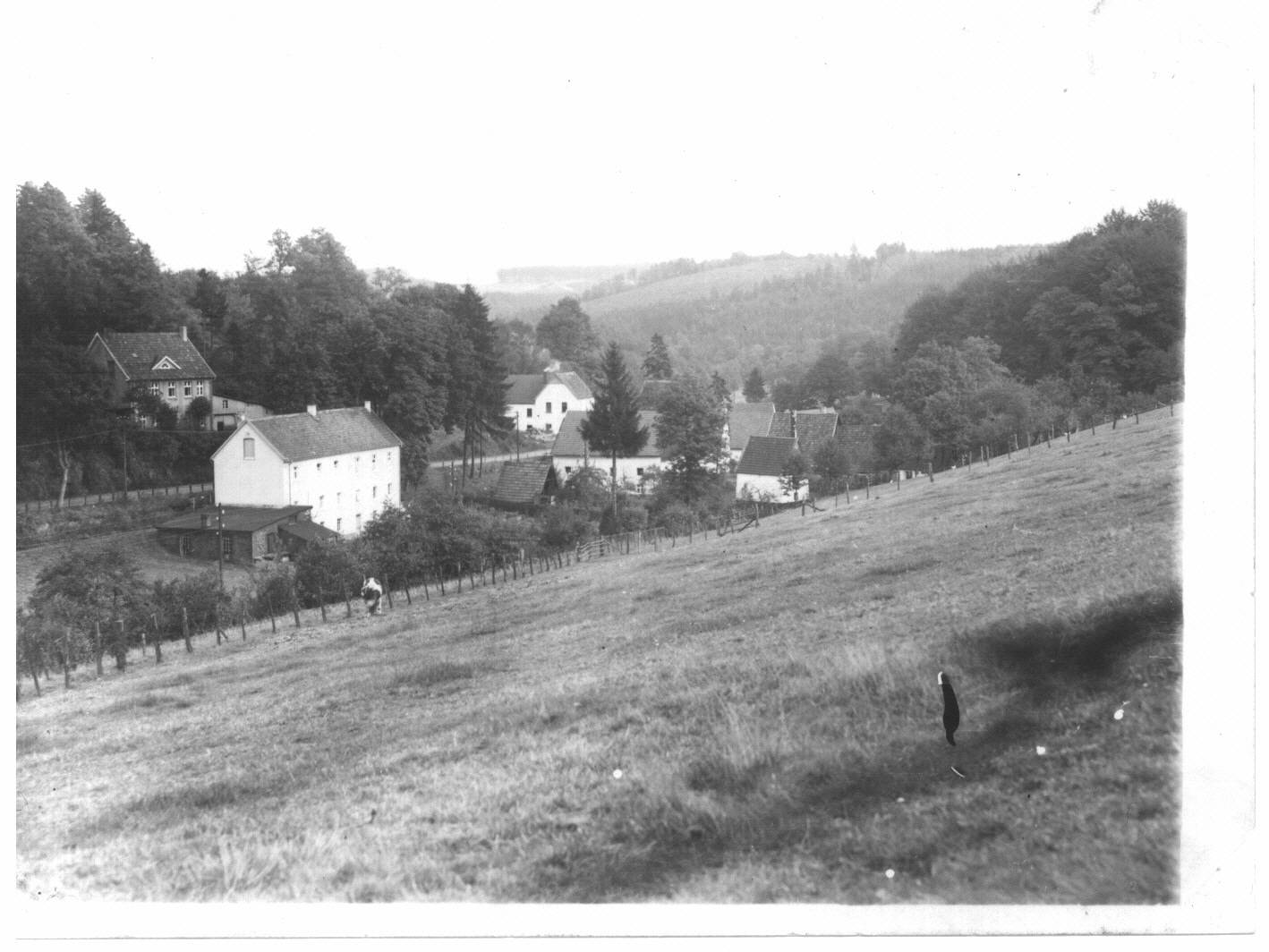
Alt-Wettringhof um 1935 aus südwestlicher Richtung. Im Hintergrund sichtbar: Der Südhang, an dem sich heute Neu-Wettringhof befindet, ist noch unbebaut.
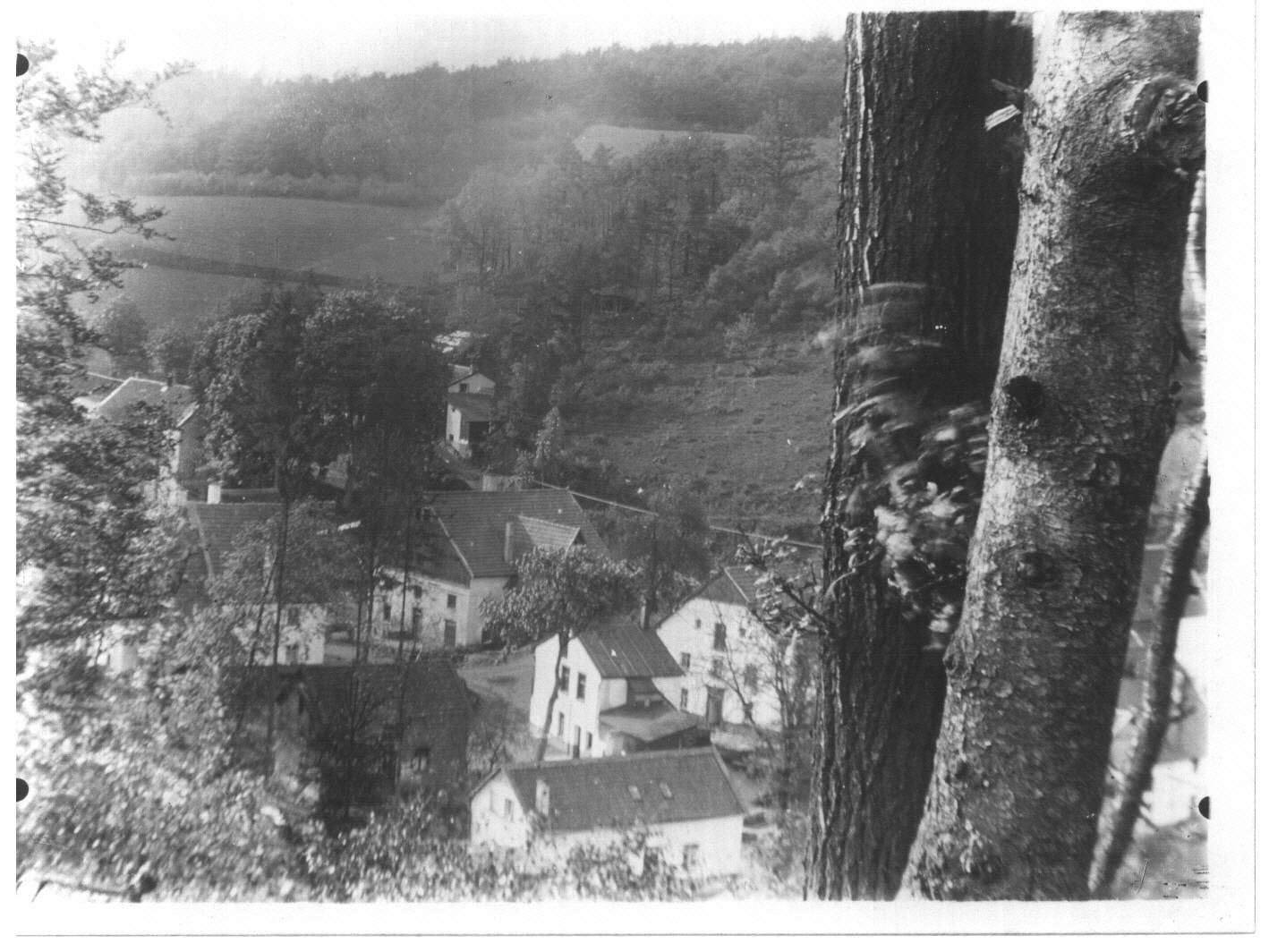
Alt-Wettringhof um 1930 aus süd-südöstlicher Richtung aus Richtung der Gemarkung Brauck hinab ins Schlittenbachtal. Im Hintergrund sichtbar: Der noch gänzlich unbebaute und als Acker bestellte Südhang.